# 卡明鎮區 (密歇根州)
卡明鎮區（英語：Cumming Township）是位於美國密歇根州奧格莫縣的一個行政鎮區。

## 地方資料
卡明鎮區的面積為91.61平方千米，當中陸地面積為89.33平方千米，而水域面積為2.28平方千米。根據2020年美國人口普查的數據，當地共有人口717人，而人口密度為每平方千米7.83人。